# Hypsurus caryi
Hypsurus caryi är en fiskart som först beskrevs av Agassiz, 1853.  Hypsurus caryi ingår i släktet Hypsurus och familjen Embiotocidae. Inga underarter finns listade i Catalogue of Life.